# Sarah Nusser
Pour les articles homonymes, voir Nusser.
 (octobre 2024).
La mise en forme du texte ne suit pas les recommandations de Wikipédia : il faut le « wikifier ».
Les points d'amélioration suivants sont les cas les plus fréquents. Le détail des points à revoir est peut-être précisé sur la page de discussion.
- Les titres sont pré-formatés par le logiciel. Ils ne sont ni en capitales, ni en gras.
- Le texte ne doit pas être écrit en capitales (les noms de famille non plus), ni en gras, ni en italique, ni en « petit »…
- Le gras n'est utilisé que pour surligner le titre de l'article dans l'introduction, une seule fois.
- L'italique est rarement utilisé : mots en langue étrangère, titres d'œuvres, noms de bateaux, etc.
- Les citations ne sont pas en italique mais en corps de texte normal. Elles sont entourées par des guillemets français : « et ».
- Les listes à puces sont à éviter, des paragraphes rédigés étant largement préférés. Les tableaux sont à réserver à la présentation de données structurées (résultats, etc.).
- Les appels de note de bas de page (petits chiffres en exposant, introduits par l'outil «  Source ») sont à placer entre la fin de phrase et le point final[comme ça].
- Les liens internes (vers d'autres articles de Wikipédia) sont à choisir avec parcimonie. Créez des liens vers des articles approfondissant le sujet. Les termes génériques sans rapport avec le sujet sont à éviter, ainsi que les répétitions de liens vers un même terme.
- Les liens externes sont à placer uniquement dans une section « Liens externes », à la fin de l'article. Ces liens sont à choisir avec parcimonie suivant les règles définies. Si un lien sert de source à l'article, son insertion dans le texte est à faire par les notes de bas de page.
- La présentation des références doit suivre les conventions bibliographiques. Il est recommandé d'utiliser les modèles {{Ouvrage}}, {{Chapitre}}, {{Article}}, {{Lien web}} et/ou {{Bibliographie}}. Le mode d'édition visuel peut mettre en forme automatiquement les références.
- Insérer une infobox (cadre d'informations à droite) n'est pas obligatoire pour parachever la mise en page.

Pour une aide détaillée, merci de consulter Aide:Wikification.
Si vous pensez que ces points ont été résolus, vous pouvez retirer ce bandeau et améliorer la mise en forme d'un autre article.
Sarah Margaret Nusser (née en 1957)  est une statisticienne américaine et experte en méthodologie d'enquête. Elle est vice-présidente de la recherche à l'Université d'État de l'Iowa, où elle est également professeur de statistiques et ancienne directrice du Centre de statistiques et de méthodologie d'enquête. En plus des enquêtes statistiques, ses publications incluent des contributions à la nutrition humaine et aux statistiques environnementales.

## Éducation et carrière
Étudiante, Nusser se spécialise en botanique à l'Université du Wisconsin-Madison, où elle obtient son diplôme en 1980. Après avoir obtenu une maîtrise en botanique à l'Université d'État de Caroline du Nord en 1983, elle se dirige vers l'Université d'État de l'Iowa pour y réaliser des études supérieures en statistiques, obtenant une deuxième maîtrise en 1987 et complétant son doctorat en 1990. Sa thèse, Failure Time Analyses for Data Collected from Independent Groups of Correlated Individuals, est supervisée par Kenneth J. Koehler. ,
Après avoir travaillé pour Procter & Gamble en tant que statisticienne, elle devient professeure adjointe à l'Iowa State en 1992. Elle est directrice du Centre de statistiques et de méthodologie d'enquête de 1992 à 2004 et de 2007 à 2010, et est affiliée aux programmes d'études supérieures en écologie et biologie évolutive en 1994, et en interaction homme-machine en 2004. Elle est promue professeure titulaire en 2003, et devient vice-présidente à la recherche en 2014.

## Reconnaissance
Nusser devient Membre ("fellow") de la Société américaine de Statistique en 2003, ce qui constitue le plus haut statut de reconnaissance de l'organisation, et devient Membre Élue de l'Institut international de statistique en 2012. Elle est nommée Membre de la promotion 2021 de l'American Association for the Advancement of Science.